# Sơn trà Nhật Bản
Sơn trà Nhật Bản (danh pháp hai phần: Camellia japonica) là một loài thực vật thuộc Chi Trà. Đây là loài nổi tiếng nhất của chi, đôi khi chúng có tên gọi Hoa hồng mùa đông. Đây là loài bản địa Nhật Bản, Triều Tiên và Trung Hoa. Nó là hoa biểu tượng của Alabama, Trùng Khánh.

## Mô tả
Trong tự nhiên, C. japonica được tìm thấy ở Trung Quốc đại lục hiện tại phân bố chủ yếu ở lưu vực Trường Giang, Châu Giang; Sơn Đông, Tứ Xuyên, phía đông Chiết Giang, Đài Loan, miền nam bán đảo Hàn Quốc và miền nam Nhật Bản.
Nó phát triển trong các khu rừng, ở độ cao khoảng 300-1.100 mét.
C. japonica là một cây nhỏ, cây bụi, thường là 1,5–6 m (4,9–20 ft) chiều cao, nhưng đôi khi cao lên đến 11 mét. 